# Agrypon petilum
Agrypon petilum är en stekelart som beskrevs av Dasch 1984. Agrypon petilum ingår i släktet Agrypon och familjen brokparasitsteklar. Inga underarter finns listade i Catalogue of Life.